# 张起绪
张起绪（?—?），淮南郡（郡治寿春县，今安徽省寿县）人，隋末民变淮南起义领袖。
隋炀帝大业十一年（615年）七月己亥，淮南郡人张起绪举兵反隋，聚众三万人。当时淮南郡下辖寿春县、霍丘县（今安徽省霍邱县）、安丰县（今安徽省寿县南安丰铺）。